# I brevi giorni selvaggi
I brevi giorni selvaggi (Last Summer) è un film del 1969 diretto da Frank Perry.

## Trama
Dan e Peter, due giovani in vacanza a Fire Island, fanno amicizia con la coetanea Sandy, che ha trovato un gabbiano ferito su una spiaggia. Mentre curano il gabbiano e cercano di riaddestrarlo al volo, i tre amici trascorrono del tempo sperimentando l'alcol, la marijuana e la loro sessualità. Dan e Peter, entrambi vergini, esprimono interesse a fare sesso con Sandy, che sospettano sia anche vergine. Il trio fa la conoscenza di un'adolescente leggermente più giovane, Rhoda, una ragazza timida che confida agli altri che sua madre è morta per annegamento. Rhoda si avvicina a Peter e si baciano. Un giorno, i ragazzi scoprono che Sandy ha ucciso il gabbiano dopo che l'aveva morsa. I tre amici più grandi fanno uno scherzo organizzando un appuntamento a cena con un uomo più anziano, Anibal, tramite un servizio di appuntamenti via computer. Dopo averlo ubriacato, lo abbandonano a un gruppo di bulli locali nonostante le proteste di Rhoda. La tensione cresce tra Rhoda e i tre adolescenti più grandi, e nella sequenza finale Dan, Peter e Sandy bloccano Rhoda vicino alla spiaggia mentre Dan la violenta. Dopo l'attacco, Sandy e Dan vengono visti allontanarsi, mentre Peter, in piedi da solo, fissa l'oceano.

## Riconoscimenti
- 1970 - Premio Oscar
  - Candidatura Miglior attrice non protagonista a Catherine Burns
- 1970 - Kansas City Film Critics Circle Awards
  - Miglior attrice non protagonista (Catherine Burns)